# Bressols
Bressols [bʁɛsɔl] ist eine Gemeinde im Südwesten Frankreichs im Département Tarn-et-Garonne in der Region Okzitanien. Bressols hat 3883 Einwohner (Stand: 1. Januar 2022) und gehört zum Arrondissement Montauban und ist Mitglied im Gemeindeverband Grand Montauban. Die Einwohner werden Bressolais und Bressolaises genannt.
Die Gemeinde erhielt 2023 die Auszeichnung „Eine Blume“, die vom Conseil national des villes et villages fleuris (CNVVF) im Rahmen des jährlichen Wettbewerbs der blumengeschmückten Städte und Dörfer verliehen wird.

## Geographie
Bressols liegt in der ehemaligen Provinz Quercy etwa 5,5 Kilometer südsüdwestlich von Montauban am westlichen Ufer des Flusses Tarn. Das Gemeindegebiet gehört zum Einzugsgebiet der Garonne und wird darüber hinaus vom Ruisseau du Vergnet, dem Ruisseau de Miroulet und verschiedenen anderen kleinen Wasserläufen entwässert.
Ein Teil des Gemeindegebiets am Tarn gehört zum Naturschutzgebiet „Vallées du Tarn, de l’Aveyron, du Viaur, de l’Agout et du Gijou“ im Rahmen des Natura 2000-Netzwerks.
Umgeben wird Bressols von den Nachbargemeinden Montauban im Norden und Osten, Labastide-Saint-Pierre im Süden und Südosten, Montbartier im Süden und Südwesten, Montech im Westen sowie Lacourt-Saint-Pierre im Nordwesten.
Im Süden der Gemeinde liegt die Ortschaft bzw. der Gemeindeteil Brial.

## Geschichte
Der Name Bressols könnte vom gallischen Namen Brictius von Tours, Nachfolger des Bischofs Martin von Tours, stammen, der auf Okzitanisch zu „brès“ (deutsch Wiege) geworden wäre und dem das Suffix „-ol“ hinzugefügt worden wäre. Im 19. Jahrhundert wurden bei archäologischen Ausgrabungen einige geschliffene Feuersteine, keltische Äxte und Ruinen galloromanischer Villen entdeckt. Der Name der Gemeinde kann auch mit dem der Familie Brazols, Mit-Seigneurs der Stadt, in Verbindung gebracht werden.
Im Mittelalter war das Lehen von Bressols von der Benediktinerabtei Montauriol abhängig, die 825 in Montauban gegründet wurde. Im 18. Jahrhundert teilten sich zwei große protestantische Familien das Land. Es war die Erbin einer dieser beiden Familien, die Witwe Daliès, die 1789 zur Adelsversammlung (états général) nach Toulouse einberufen wurde.
Zusammenstöße zwischen Katholiken und Protestanten führten 1561 zur Plünderung der katholischen Kirche und zum Bau einer protestantischen Kirche. Auf die Belagerung von Montauban durch König Ludwig XIII. folgten zahlreiche Zusammenstöße in der Ebene des Tarn und insbesondere in der Gemeinde. Lange vor der Aufhebung des Edikts von Nantes lebten im Jahr 1675 nur noch fünf bis sechs Hugenottenfamilien im Gebiet. Die protestantische Kirche wurde 1680 zerstört.

## Bevölkerungsentwicklung
| 1962 | 1968 | 1975 | 1982 | 1990 | 1999 | 2006 | 2013 | 2020 |
| 1084 | 1179 | 1352 | 1666 | 2247 | 2663 | 3345 | 3634 | 3700 |

## Sehenswürdigkeiten
- Kirche Notre-Dame de la Nativité: vormals Kirche Saint-Martin, erstmals im 10. Jahrhundert erwähnt, im Jahr 1561 in den Religionskriegen zerstört; nachdem sie zwischen 1647 und 1684 neu errichtet wurde, trägt sie den heutigen Namen
- Kirche Saint-Jean in der Ortschaft Brial, 1622 zerstört, wiederaufgebaut
- Waschhaus aus dem Jahre 1850

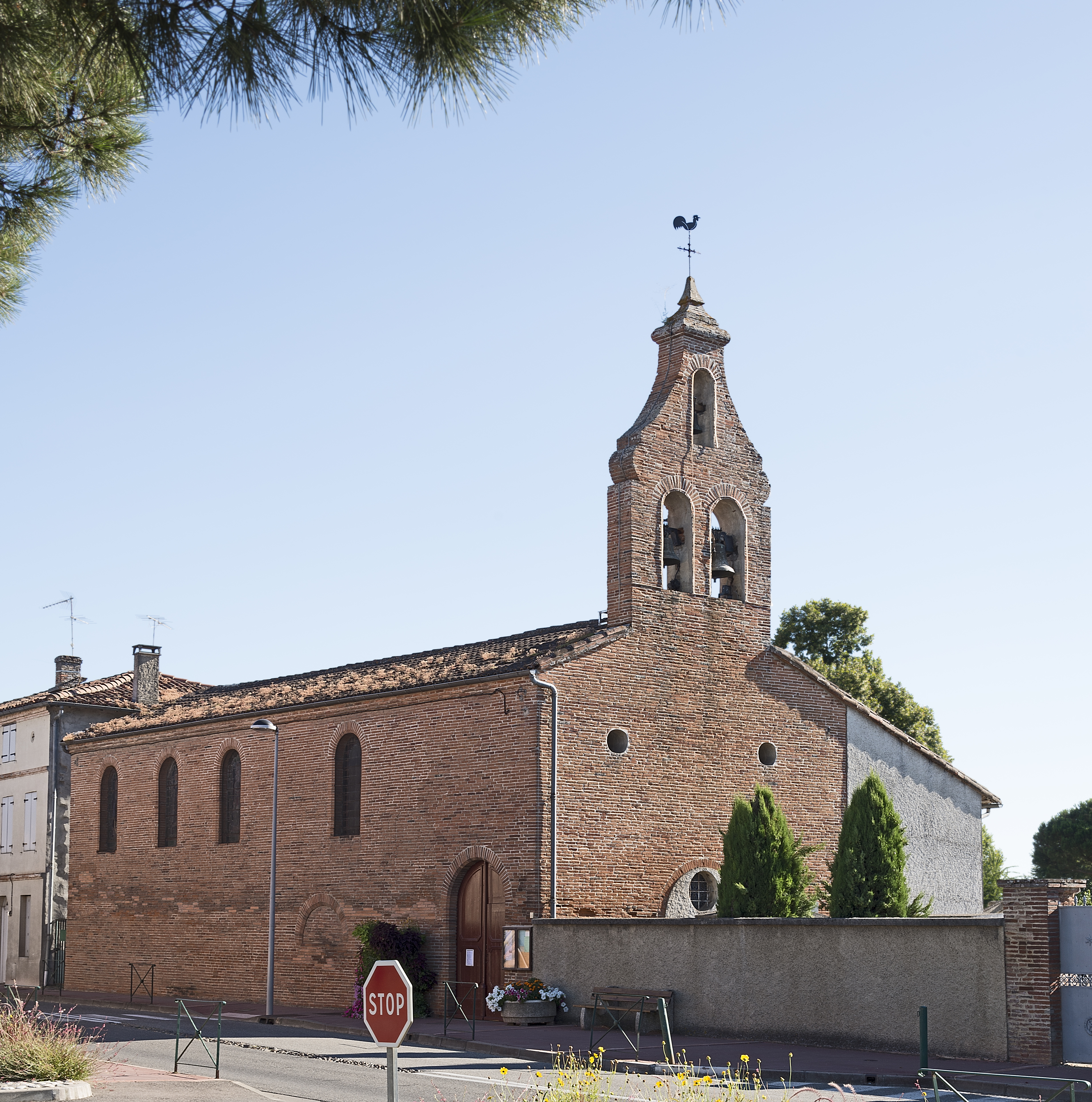
Kirche Notre-Dame de la Nativité
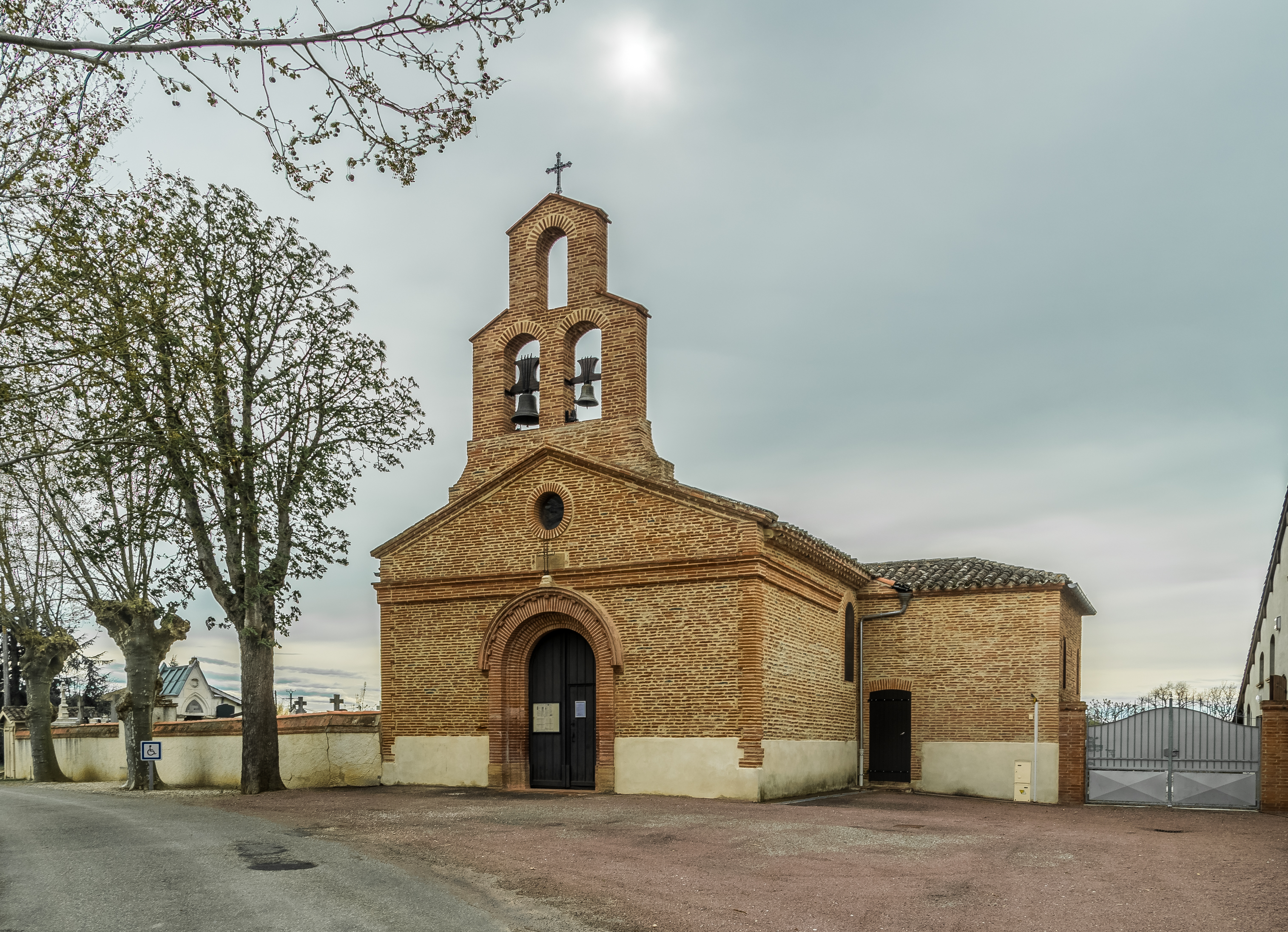
Kirche Saint-Jean

## Verkehr
Durch die Gemeinde führen die Autobahnen A 20 und A 62, letztere verläuft entlang der südwestlichen Gemeindegrenze. Die frühere Nationalstraße N 603 (mittlerweile zur Departementsstraße D 930 abgestuft) ist die alte Römerstraße von Montauban nach Toulouse.
Die Bahnstrecke Montauban-Ville-Bourbon–La Crémade mit dem Bahnhof Bressols wurde im entsprechenden Abschnitt 1884 durch die Compagnie des chemins de fer du Midi eröffnet. Im Oktober 1939 wurde der Personenverkehr, 1989 auch der verbliebene Güterverkehr eingestellt. Die Bahnstrecke Bordeaux–Sète verläuft durch das Gemeindegebiet, weist dort aber keine Station auf.

## Gemeindepartnerschaft
Mit der italienischen Gemeinde Loria in der Provinz Treviso (Venetien) besteht seit 2006 eine Partnerschaft.

## Persönlichkeiten
- Suzette Robichon (* 1947), französische Herausgeberin, Autorin und feministisch, lesbische Aktivistin, geboren in Bressols